# 奧爾 (挪威)
奧爾（挪威語：Ål）是挪威布斯克吕郡的市镇，行政中心为奧爾村。市镇面积为1,171平方公里，人口数量为4,716人（2015年），人口密度为每平方公里4人。